# Hannonsaari (ö i Södra Savolax, Nyslott, lat 61,82, long 28,77)
Hannonsaari är en ö i Finland. Den ligger i sjön Pihlajavesi och i kommunen Nyslott i  landskapet Södra Savolax, i den sydöstra delen av landet, 270 km nordost om huvudstaden Helsingfors. Öns area är 15,1 hektar och dess största längd är 0,7 kilometer i nord-sydlig riktning.